# Untersturmführer

Emblema de coll per al grau de Untersturmführer de les SS.

Untersturmführer va ser un dels rangs del partit Nazi usat tant en la Sturmabteilung (SA, unitat d'assalt) com en la Schutzstaffel (SS, cos de protecció).
La seva traducció bé podria ser 'Líder subaltern d'unitat d'assalt', aquest rang va seguir la tradició de les tropes d'assalt, originades en la Primera Guerra Mundial, en què el títol de Untersturmführer l'exercia el Comandant d'Esquadra.
El títol de Untersturmführer era la jerarquia de més baix nivell dels oficials sent la primera a graduar-se de l'Acadèmia militar. Equival al Subtinent.